# Regensburger Verkehrsverbund
Der Regensburger Verkehrsverbund (RVV) wurde im Jahr 1983 gegründet. Er bedient sowohl Stadt als auch Landkreis Regensburg sowie Teile der Landkreise Neumarkt, Schwandorf, Cham, Kelheim, Straubing-Bogen und den kreisfreien Städten Amberg und Straubing beim ÖPNV.

## Geschichte

### Die Anfänge (1983–1988)
Bereits 1981 wurde von der Stadt sowie vom Landkreis Regensburg eine öffentlich-rechtliche Arbeitsgemeinschaft Verkehrsverbund Regensburg gegründet. Diese legt den Leistungsumfang des ÖPNV im Raum Regensburg fest und sorgt für die Deckung des Kostenfehlbetrages.
Am 2. Dezember 1983 wurde die Regensburger Verkehrsverbund GmbH gegründet. Das Stammkapital wird zu je 50 Prozent von den Regensburger Verkehrsbetrieben sowie der GfN Gesellschaft zur Förderung des öffentlichen Personennahverkehrs im Landkreis Regensburg mbH gehalten. Das damalige Liniennetz umfasste neben den städtischen Linien folgende Überlandlinien:
| Linie | Linienverlauf                                                                                                | Busunternehmer      |
| ----- | --- | ------------------- |
| 12    | Hauptbahnhof – Stadtamhof – Pfaffenstein (– Kager – Pettendorf – Schwetzendorf – Pielenhofen – Heitzenhofen) | RVB                 |
| 13    | Arnulfsplatz – Neukareth – Lappersdorf – Lorenzen – Hainsacker                                               | Kortus              |
| 13a   | Zubringerbusse von Edlhausen nach Lorenzen sowie vom Rodauer Weg nach Neukareth zur Linie 13                 | verm. Kortus        |
| 14    | Hauptbahnhof – Wolfsegg – Judenberg                                                                          | Deutsche Bundesbahn |
| 15    | Hauptbahnhof – Steinsberg – Kallmünz – Hohenfels                                                             | Deutsche Bundesbahn |

(Überregionales Busnetz)
Im ersten Jahr wurden bereits über 4 Millionen Fahrgäste befördert, deswegen wurde bereits nach nur eineinhalb Jahren am 1. Juli 1985 die Linie 16 vom Unternehmen Kortus eingegliedert. Diese führt ab Regensburg über Bad Abbach nach Peising bzw. Oberndorf. Zum Jahreswechsel 1985/1986 wurde die Linie von Regensburg über Alteglofsheim nach Aufhausen (– Petzkofen) als Linie 21 integriert.
1987 wurden jeweils eine Stadt- und Regionalbuslinie neu eingeführt: Im Stadtgebiet die Linie 9, die vom Hauptbahnhof aus den Sallerner Berg ansteuert. Im Regionalverkehr kam die Linie 20 neu hinzu. Diese fährt ab Luckenpaint über Thalmassing nach Regensburg. 

### Die große Ausdehnungsphase (1989–1994)
Zum 1. September 1989 wurden weitere zahlreiche Buslinien in den Verkehrsverbund integriert:
| Linie | Verlauf                                                               |    | Linie                                                        | Verlauf                                 |
| ----- | --------------------------------------------------------------------- | -- | ------------------------------------------------------------ | --------------------------------------- |
| 5a    | Harting – Neutraubling – Zinzendorf                                   |    | 30                                                           | Regensburg Hbf – Barbing – Neutraubling |
| 17    | Hauptbahnhof – Eisstadion – Weichs – Brandlberg – Keilberg – Grünthal | 31 | Regensburg Hbf – Burgweinting – Obertraubling – Neutraubling |                                         |
| 18    | Hauptbahnhof – Galgenberg – Otto-Hahn-Str. (– Bezirksklinikum)        | 32 | Hauptbahnhof – Burgweinting – Harting – BMW                  |                                         |
| 23    | Regensburg Hbf – Sünching – Pfakofen                                  | 36 | Regensburg Hbf – Donaustauf – Altenthann – Pfaffenfang       |                                         |
| 24    | Regensburg Hbf – Pfakofen – Inkofen                                   | 63 | Tegernheim – Donaustauf – Neutraubling – Harting             |                                         |
| 25    | Regensburg Hbf – Eggmühl – Schierling – Langquaid                     | xx | – n. v. –                                                    |                                         |

1990 wurden wieder zwei neue Buslinien eingeführt: Die Linie 11 vom Westbad über den Domplatz zum Hauptbahnhof und die Linie 22 von Langquaid nach Regensburg.
Seit dem Jahr 1991 werden auf den Schienenstrecken im RVV die Verbundfahrscheine anerkannt. Zudem kamen im selben Jahr sowie 1992 erneut viele Buslinien hinzu:
| Linie | Verlauf                                |     | Linie                        | Verlauf                      |
| ----- | -------------------------------------- | --- | ---------------------------- | ---------------------------- |
| 26    | Regensburg Hbf – Sinzing – Viehhausen  |     | 66                           | Aichkirchen – Oberpfraundorf |
| 27    | Regensburg Maximilianstr. – Haugenried | 101 | Seedorf – Neutraubling       |                              |
| 28    | Regensburg Hbf – Hemau                 | 103 | Birnbach – Pfaffenberg       |                              |
| 29    | Regensburg Hbf – Laaber                | 104 | Lindach – Oberroning         |                              |
| 33    | Regensburg Hbf – Schönach              | 106 | Lehenfelden – Regenstauf     |                              |
| 34    | Regensburg Hbf – Lehenfelden           | 107 | Hackenberg – Regenstauf      |                              |
| 35    | Regensburg Hbf – Wulkersdorf           | 108 | Probstberg – Regenstauf      |                              |
| 41    | Regensburg Hbf – Hagenau               | 109 | Reinhardsleiten – Regenstauf |                              |
| 43    | Regensburg Hbf – Marienthal            | 115 | Wenzenbach – Nittenau        |                              |

Die Tarifanerkennung auf den DB-Strecken um Regensburg galt auf folgenden Kursen:
850 Regensburg – Regenstauf (nach Weiden)
870 (Seubersdorf – Parsberg –) Mausheim – Regensburg – Sünching
910 Regensburg – Bad Abbach
930 Regensburg – Eggmühl
Anmerkung: Diese Kursnummern stimmen nicht mit den heutigen überein!
Der Abschnitt Seubersdorf – Mausheim wurde erst zum 1. Februar 1992 mit in den RVV einbezogen.
Ebenfalls Anfang der Neunziger wurde im Stadtverkehr die erste Flotte von Niederflurbussen in den Dienst gestellt. Diese stammten von MAN.

### 10 Jahre RVV (1994–1997)
Zum zehnjährigen Jubiläum waren bereits 71 Linien, die 1800 Haltestellen bedienten, in den RVV integriert. Knapp 325.000 Bewohner der Landkreise Regensburg, Neumarkt i.d.Opf., Schwandorf sowie Cham wohnten im Einzugsgebiet des Verbundes. In diesem Jubiläumsjahr konnten insgesamt bereits weit über 25 Millionen Personen befördert werden. Zum Jubiläum selbst gab es nur wenige Eingliederungen:
- Linie 29: Regensburg Hbf – Dallackenried (die alte Linie 29 von 1991 wurde gestrichen)
- Linie 37: Regensburg Hbf – Brennberg – Frauenzell
- Citybus Regenstauf

1995 kam es vor allem im Stadtgebiet Regensburg zu einer großen Neuordnung des Liniennetzes. 
Infos dazu hier - Stadtbus Regensburg
Die Linie 17 übernahm den Ersatzverkehr für die früheren Zubringerlinien 13a in Rodau sowie Edlhausen. Die Linie 18 wurde erneut überflüssig, ebenso die Linie 32.
Im Jahre 1997 integrierte man weitere Buslinien im Raum Schwandorf. Die Linie 41 wurde bis Schwandorf verlängert, die Linie 43 bis Neunburg v. Wald. Die Linie 42 (Kallmünz – Burglengenfeld – Regensburg) wurde neu integriert, ebenso wie die Linie 110 (Hochdorf – Burglengenfeld). Zudem werden seitdem Fahrscheine des RVV in den Stadtbussen in Schwandorf anerkannt und auch in den Zügen bis Schwandorf sind die RVV-Tickets gültig.

### Expansion nach Cham (1998–2002)
Im Regionalverkehr gab es auch einige Änderungen: So wurden die Linien 5 und 34 bis Falkenstein hin verlängert, einige Einzelfahrten der Linie 5 verkehren seitdem sogar bis Cham. Im Binnenverkehr werden im gesamten Landkreis Cham jedoch nur VLC-Fahrscheine anerkannt. Außerdem wurden auch einige Schulbuslinien neu eingeführt:
- Linie 102: Wörth/Donau – Neutraubling
- Linie 111: Matting – Neutraubling
- Linie 112: Großberg – Neutraubling

1999 wurde in Kooperation mit dem Studentenwerk das „Semester-Ticket“ für alle Studenten der Regensburger Universität sowie der Fachhochschule eingeführt. Mit einem geringen Eigenanteil kann man als Student somit alle Busse und Zugverbindungen im Verbundraum benutzen, der Studentenausweis gilt als Fahrausweis. Dies hatte zur Folge, dass die „Uni-Buslinien“ seitdem regelmäßig gut gefüllt und sogar teilweise überlastet sind.
Auch wurden 1999 erneut zwei Linien eingeführt bzw. eingegliedert:
- Linie 21A: Alteglofsheim – Regensburg Universität – Hauptbahnhof
- Linie 127: Sinzing – Eilsbrunn

Seit 2000 gab es keine nennenswerten Taktanpassungen mehr. Auch wurden bis 2002 nur noch zwei weitere Linien neu eingeführt:
- Linie 19: Lengfeld – Bad Abbach – Pentling – Klinikum – Universität – Hauptbahnhof
- Linie 32: Hauptbahnhof – Stobäusplatz – Schlachthof – Zuckerfabrik – Liebigstr. – Bukarester Str. – Sulzfelder Str. – IKEA/Globus

Außerdem werden die RVV-Fahrscheine seit 2000 in den Neumarkter Stadtbussen im ein- und ausbrechenden Verkehr von bzw. nach Regensburg anerkannt.
Innerhalb der Stadtlinien Regensburgs besteht die Busflotte seit 2001, nach einem Großauftrag an Mercedes-Benz, praktisch nur noch aus Niederflurbussen. Im Regionalverkehr nimmt deren Zahl seitdem ebenfalls beständig zu.

### Der RVV seit 2003

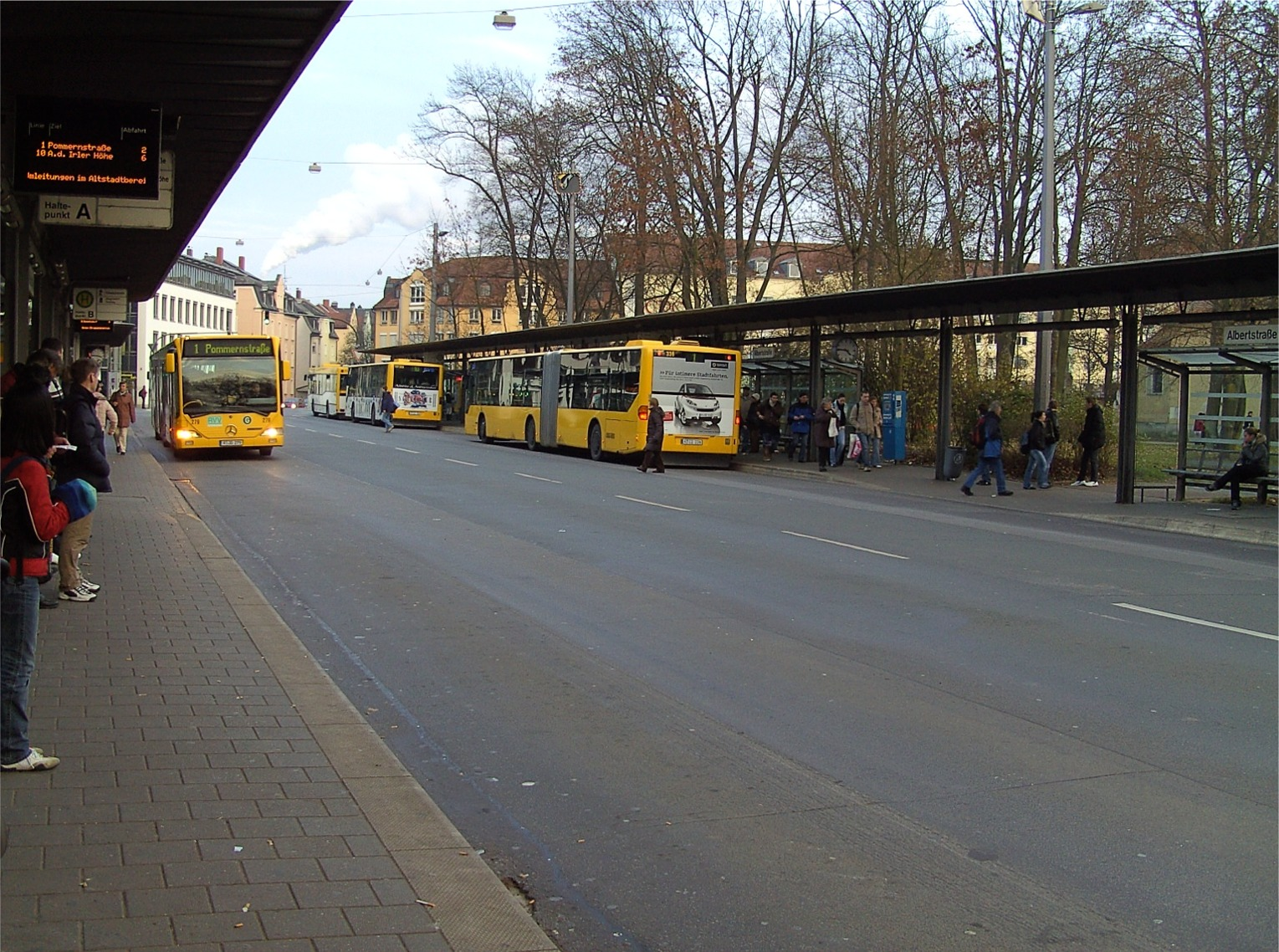
Bustreff Albertstraße

Der RVV bedient zirka 80 Buslinien in den Landkreisen Regensburg, Schwandorf, Cham, Neumarkt i.d.Opf. sowie im niederbayerischen Kelheim. Dabei werden jährlich über 300 Busse eingesetzt und etwa 12 Millionen Kilometer gefahren. Jährlich gibt es ca. 33 Millionen Beförderungsfälle im RVV und knapp 10.000 Personen besitzen ein Jahresabonnement.
Bei den Buslinien gab es seitdem ebenfalls große Änderungen. Durch die Sperrung der Steinernen Brücke, das starke Wachstum von Burgweinting sowie die immer weiter ansteigende Zahl an Studenten gibt es seit 2003 folgende Änderungen im Regionalbusverkehr:
- Linien 12, 13 und 17: Auch hier wird wegen der Sperrung der Steinernen Brücke über Weichs gefahren. Um die Beförderung von Schülern zu den Gymnasien im Stadtwesten sicherzustellen, werden auf den Linien 13 und 17 morgens sowie mittags nach Unterrichtsschluss Direktfahrten über die Pfaffensteiner Brücke angeboten.

Seit 2009 wurden zudem die Schienenstrecken „verlängert“: Man kann nun mit einem RVV-Fahrschein bis Amberg, Neustadt/Donau sowie durch eine Tarifanerkennung im ein- und ausbrechenden Verkehr über Saal/Donau mit dem Bus bis nach Kelheim fahren.
Der Stadtverkehr in Neustadt kann noch nicht mit dem RVV-Tarif benutzt werden, jener in Amberg hingegen schon.
Seit dem 1. Februar 2010 kann man den RVV-Tarif auch auf einer Linie der VSL bis nach Wiesenfelden nutzen, jedoch ebenfalls nur im ein- und ausbrechenden Verkehr über Wörth hinaus nach oder von Regensburg. Zudem werden damit einige weitere Orte im Landkreis Regensburg erstmals mit dem ÖPNV erschlossen.
Am 11. September 2012 ging die neue barrierefreie Zentrale Omnibushaltestelle Universität in Betrieb, an der seitdem der gesamte Busverkehr von und zur Universität abgewickelt wird. Neu seit Oktober 2012 sind außerdem vier campusLINIEN, die als Verstärkerlinien während der Vorlesungszeiten verkehren.
Seit Juni 2015 war ein geliehener Elektrobus der Wiener Verkehrsbetriebe testweise in der Altstadt im Einsatz. Seit Herbst 2016 wird die gesamte Altstadtbuslinie mit kleineren und leiseren Elektrobussen befahren.
Zum 1. April 2019 wurde das Verbundgebiet auf landkreisübergreifende Fahrten auf der Bahnlinie Regensburg–Straubing–Straßkirchen und zwei Buslinien von Straubing nach Regensburg erweitert.
Im Februar 2021 gab der Freistaat Bayern bekannt, eine Studie zur Erweiterung des RVV mit geplanter Inauftraggabe im Jahr 2021[veraltet] und geplanter Beendigung im Jahr 2024[veraltet] zu fördern. Dabei geht es konkret um einen möglichen Beitritt der Landkreise Cham, Neustadt an der Waldnaab, Schwandorf, Straubing-Bogen und der kreisfreien Städte Straubing und Weiden in das Verbundgebiet mit Integration in das Tarif- und Informationssystem im Bus- und Bahnverkehr. Die Studie wird alle Voraussetzungen für einen Beitritt ermitteln, sodass ein Beschluss und Beitritt der Kommunen nach Abschluss der Studie zügig möglich sein soll.[veraltet]

## RVV-Buslinien
| Linie | Strecke | Betreiber und im Auftrag der Betreiber fahrende Busunternehmen                                                                  |
| A     | Altstadtbuslinie: Regensburg Hbf – Domplatz – Arnulfsplatz und zurück | das Stadtwerk. Mobilität. |
| D     | Regensburg Hbf – Dachauplatz – Weichs-DEZ – Donau-Arena und zurück | das Stadtwerk. Mobilität. |
| Dult  | HBF/Süd – Dultplatz und zurück | das Stadtwerk. Mobilität. |
| C1    | campusLINIE: Regensburg Hbf – OTH – Universität | das Stadtwerk. Mobilität. |
| C2    | campusLINIE: (Dachauplatz –) Arnulfsplatz – Justizgebäude – Wolfgangschule – Universität | das Stadtwerk. Mobilität. |
| C4    | campusLINIE: Klenzestraße – Kaulbachweg – Wolfgangschule – Universität | das Stadtwerk. Mobilität. |
| C6    | campusLINIE: Regensburg Hbf – TechCampus/OTH – Universität | das Stadtwerk. Mobilität. |
| X1    | (Killermannstraße –) Lilienthalstraße – Goethestraße – Regensburg Hbf und zurück | das Stadtwerk. Mobilität. |
| X4    | Regensburg Hbf – Universität – Harting BMW Tor 2 und zurück | das Stadtwerk. Mobilität. |
| X6    | Regensburg Hbf – P+R Jahnstadion – Klinikum | das Stadtwerk. Mobilität. |
| X9    | Regensburg Hbf – Frachtpostzentrum – Harting BMW Tor 2 und zurück | das Stadtwerk. Mobilität. Laschinger, Söllner, Watzinger                                                                        |
| 1     | Prüfening – Lilienthalstraße – Regensburg Hbf – Weichs/DEZ – Pommernstraße (– Ostpreußenstraße) und zurück | das Stadtwerk. Mobilität. |
| 2     | Schwabenstraße – Regensburg Hbf – Arnulfsplatz – Universität – Karl-Stieler-Straße – Graß (– Oberisling Rauberstraße) und zurück | das Stadtwerk. Mobilität. |
| 3     | Sallerner Berg – Reinhausen – Weichs/DEZ – Regensburg Hbf – Humboldtstraße Bürgerhaus – P+R Jahnstadion – Graß / Wutzlhofen – Reinhausen – Weichs/DEZ – Regensburg Hbf – Humboldtstraße Bürgerhaus – P+R Jahnstadion – Graß und zurück | das Stadtwerk. Mobilität. Söllner                                                                                               |
| 4     | Universität – Klenzestraße – Lilienthalstraße – Arnulfsplatz – Weichs/DEZ – Wutzlhofen und zurück | das Stadtwerk. Mobilität. Söllner, RBO, Watzinger                                                                               |
| 4A    | Lechstraße - Reinhausen – Steinweg - Dreifaltigkeitsberg und zurück | das Stadtwerk. Mobilität. Söllner                                                                                               |
| 5     | (Regensburg Goethe-Gymnasium –) Regensburg Hbf – Weichs-DEZ – Regensburg Gewerbepark/Donau-Arena – Donaustauf – Wörth a.d. Donau – Falkenstein (– Cham) und zurück                                                                     | das Stadtwerk. Mobilität. Söllner, Graßmann Günter, Kellermeier, Laschinger, ROaenRBO, Piendl, Staill, Wagner, Wittl, Watzinger |
| 5A    | Regensburg Hbf – Harting (– Neutraubling) – Wörth/Donau – Zinzendorf (- Hof b. Wörth) und zurück | RBO, Piendl, Söllner, Laschinger                                                                                                |
| 6     | Roter-Brach-Weg – Bismarckplatz – Justizgebäude – Regensburg Hbf – Universität – Klinikum und zurück | das Stadtwerk. Mobilität. |
| 7     | Pentling – Ziegetsdorf – Regensburg Hbf – Schwabenstraße – Burgweinting | das Stadtwerk. Mobilität. |
| 8     | Irlbach – Grünthal – Keilberg – Gewerbepark – Weichs-DEZ – Regensburg Hbf – Justizgebäude – Klenzestraße – Klinikum und zurück | das Stadtwerk. Mobilität. Söllner, Laschinger, Watzinger                                                                        |
| 8A    | (Pentling (– Justizgebäude) Taxisstr. (– Goethestr. (– AMG)))/(Graß – Wolfgangschule Süd)/(VMG – HBF) und zurück | das Stadtwerk. Mobilität. Wittl                                                                                                 |
| 8B    | Grünthal – Keilberg – Brandlberg – Schulzentrum Isarstraße – Gabelsberger Str. und zurück | das Stadtwerk. Mobilität. Kellermeier                                                                                           |
| 9     | 9 (Sallerner Berg – Weichs/DEZ –) Hauptbahnhof – Burgweinting – Neutraubling – Harting und zurück | das Stadtwerk. Mobilität. RBO, Söllner, Watzinger, Wittl                                                                        |
| 10    | ((Prüfening –) Dechbetten –) Königswiesen – Hauptbahnhof – An der Irler Höhe und zurück | das Stadtwerk. Mobilität. |
| 11    | (Rennplatz –) Wernerwerkstr. – Arnulfsplatz – Regensburg Hbf – OTH – Universität – Burgweinting und zurück | das Stadtwerk. Mobilität. |
| 11A   | Goethe-Gymnasium – Justizgebäude – Burgweinting und zurück | das Stadtwerk. Mobilität. |
| 12    | Regensburg Hbf – Weichs-DEZ – Kneiting – Pielenhofen (- Heitzenhofen) und zurück | das Stadtwerk. Mobilität. Wittl                                                                                                 |
| 13    | Regensburg Hbf – Dachauplatz – Weichs-DEZ – Lappersdorf (– Hainsacker) und zurück | Watzinger |
| 14    | Regensburg Hbf – Weichs-DEZ – Oppersdorf – Hainsacker – Wolfsegg – Hohenwarth – Judenberg und zurück | RBO, Watzinger, Dechant F. Laschinger                                                                                           |
| 15    | Regensburg Hbf – Weichs-DEZ – Lappersdorf – Hohenwarth – Judenberg – Kallmünz (– Hohenfels) und zurück | RBO, Watzinger, Dechant F. |
| 16    | (Oberndorf -) Bad Abbach – Großberg / Niedergebraching – Regensburg Hauptbahnhof und zurück | RBO, Watzinger |
| 17    | Regendorf – Lappersdorf – Kareth – Stadtamhof – Dachauplatz – Regensburg Hauptbahnhof und zurück | Watzinger |
| 18    | Hauptbahnhof – Antoniuskirche – Runtingerstraße und zurück | das Stadtwerk. Mobilität;Wittl                                                                                                  |
| 19    | Regensburg Hbf – Universität – Klinikum – Pentling – Bad Abbach – Lengfeld und zurück | RBO, Watzinger |
| 20    | Regensburg Hbf – Obertraubling – Gebelkofen – Thalmassing – Luckenpaint und zurück | Watzinger |
| 21    | Regensburg Hbf – Obertraubling – Alteglofsheim – Aufhausen – Petzkofen und zurück | Staill |
| 22    | Regensburg Hbf – Obertraubling – Gebelkofen – Wolkering – Langquaid und zurück | Manfred Schmid |
| 23    | Regensb. Hbf – Obertraubl. – Mintraching – Riekofen – Sünching (- Pfakofen) und zurück | RBO, Staill, Laschinger |
| 24    | Regensb. Hbf – Obertraubl. – Alteglofsheim – Pfakofen – Rogging (- Inkofen) und zurück | RBO, Staill |
| 25    | Langquaid – Schierling – Eggmühl (- Neutraubling – Harting BMW Tor 2 – Regensburg Hbf) und zurück | RBO, Manfred Schmid |
| 26    | Regensburg Hbf – Sinzing – Alling – Viehhausen – Saxberg – Bergmatting und zurück | RBO, Kellermeier, Staill, Söllner                                                                                               |
| 27    | Regensburg Hbf – Eilsbrunn – Schönhofen – Haugenried (- Viergstetten) und zurück | Reisinger, Watzinger |
| 28    | Regensburg Hbf – Weichs-DEZ – Etterzhausen – Nittendorf – Undorf – Hemau und zurück | RBO, Meier, Hierl, Watzinger, Sammüller                                                                                         |
| 29    | Regensburg Hbf – Weichs-DEZ – Etterzhausen – Hochdorf – Dallackenried und zurück | Wittl |
| 30    | Regensburg Hbf – Barbing – Neutraubling – Obertraubling – Regensburg Hbf | RBO, Happacher, Wittl, Kellermeier, Laschinger                                                                                  |
| 31    | Regensburg Hbf – Obertraubling – Neutraubling – Barbing – Regensburg Hbf | RBO, Happacher, Wittl, Söllner                                                                                                  |
| 32    | Regensburg Hbf – Greflingerstraße – Liebigstraße – Sulzfeldstraße – IKEA und zurück | RBO |
| 33    | Regensburg Hbf (- Neutraubling) – Barbing – Geisling – Pfatter – Schönach und zurück | RBO, Laschinger |
| 34    | Rgbg. Hbf – Weichs-DEZ – Wenzenbach – Bernhardswald (- Falkenstein) und zurück | RBO, Söllner, Kellermeier, Lobmeyer, Hierl, Meier                                                                               |
| 35    | Regensburg Hbf – Weichs-DEZ – Kürn – Pettenreuth – Wulkersdorf und zurück | RBO, Watzinger |
| 36    | (Regensburg Hbf – Weichs-DEZ -) Donaustauf – Altenthann – Pfaffenfang und zurück | Wagner |
| 37    | Regensburg Hbf – Weichs-DEZ – Donaustauf – Brennberg – Frauenzell und zurück | Kellermeier |
| 41    | Regensburg Hbf – Weichs-DEZ – Regenstauf – Burglengenfeld – Schwandorf und zurück | RBO, Kellermeier, Söllner, Laschinger, Watzinger                                                                                |
| 42    | Regensburg Hbf – Weichs-DEZ – Regenstauf – Kallmünz – Steinsberg/Eitlbrunn u. zurück | Dechant F. |
| 43    | Regensburg Hbf – Weichs-DEZ – Regenstauf – Nittenau (- Neunburg v. Wald) und zurück | Meixner, Kellermeier, Sammüller, RBO, Schmid Faszinatour                                                                        |
| 50    | Badebus (Neutraubling – Guggenberger See) und zurück | Happacher |
| 63    | Harting BMW Tor 2 – Neutraubling – Barbing – Donaustauf – Tegernheim und zurück | Happacher |
| 66    | Oberpfraundorf – Beratzhausen – Hemau – Aichkirchen – Painten und zurück | Meier, Hierl |
| 68    | Etterzhausen Bahnhof – Nittendorf – Schönhofen (- Eichhofen - Undorf) und zurück | Sammüller |
| 70    | Sallern Schule – Schule St. Nikola – Hans-Hayder-Str. / Aussiger Str. und zurück | Schmid Robert |
| 71    | Hauptbahnhof -Justizgebäude – Erminoldweg und zurück | das Stadtwerk. Mobilität, RBO                                                                                                   |
| 72    | Goethestraße – Justizgebäude – Graß – Oberisling – Rauberstraße und zurück | das Stadtwerk. Mobilität. |
| 73    | Killermannstr. / Dornierstr. / Albertus-Magnus-Gymnasium – Dachauplatz und zurück | das Stadtwerk. Mobilität, Lobmeyer, Beer, Dechant F.                                                                            |
| 74    | (Reinhausen -) Hans-Herrmann-Schule – Schwabelweis (- Donaustauf - Sulzbach) | das Stadtwerk. Mobilität. |
| 75    | Schulzentrum Isarstraße – Reinhausen – Steinweg – Kager – Kneiting und zurück | das Stadtwerk. Mobilität. |
| 76    | Burgweinting – Oberisling – Leoprechting - Graß – Wolfgangschule Süd – Klenzestraße | das Stadtwerk. Mobilität. |
| 77    | Hauptbahnhof – Weichs-DEZ – Nabburger Str. – Haslbach und zurück | das Stadtwerk. Mobilität. Beer, Söllner                                                                                         |
| 78    | Burgweinting Bhf – BMW Ausb.-Zentrum – BMW Tor 2 Neutr. Pommernstr. – Neutr. Zwickauer Str. (Krones) und zurück | |
| 80    | Burgweinting Römerstraße – Harting Neutraubling Haidauer Straße und zurück | |
| 101   | Neutraubling – Obertraubling – Scheuer – Gebelkofen – Wolkering – Seedorf und zurück | Piendl |
| 102   | Neutraubling – Barbing – Leiterkofen – Geisling – Pfatter – Wörth/Donau und zurück | Laschinger |
| 103   | Birnbach – Schierling – Eggmühl – Buchhausen – Mallersdorf-Pfaffenberg und zurück | |
| 104   | Upfkofen / Buchhausen – Pfakofen – Eggmühl / Schierling – Oberroning und zurück | |
| 106   | Regenstauf – Kürn – Bernhardswald – Hauzendorf – Lehenfelden und zurück | |
| 107   | Regenstauf – Ramspau – Karlstein – Pettenreuth – Wulkersdorf – Samberg und zurück | |
| 108   | Regenstauf – Hauzenstein – Thanhausen – Probstberg – Wenzenbach und zurück | Zimmerer |
| 109   | Regenstauf – Wolfsegg – Heitzenhofen – Pielenhofen – Dettenhofen und zurück | |
| 110   | Pielenhofen / Hochdorf – Heitzenhofen – Kallmünz – Burglengenfeld und zurück | |
| 111   | Matting – Pentling – Graß – Oberisling – Obertraubling – Neutraubling und zurück | Wittl |
| 112   | Pentling – Großberg – Graßlfing – Graßlfing – Obertraubling – Neutraubling und zurück | Wittl |
| 115   | Fußenberg – Kürn – Hackenberg / Wenzenbach / Bernhardswald – Nittenau und zurück | Sammüller |
| 116   | Rohrbach – Steinsberg – Regenstauf und zurück | |
| 117   | Rodau – Oppersdorf – Kareth – Stadtamhof – Weichs-DEZ – Regensburg Hbf und zurück | Watzinger |
| 127   | Sinzing – Riegling/Kleinprüfening – Waltenhofen – Eilsbrunn – Nittendorf und zurück | |
| 141   | Regenstauf – Maxhütte-Haidhof – Burglengenfeld – Teublitz – Weiherhof und zurück | |
| 142   | Regenstauf – Zeitlarn – Lappersdorf – Pielenhofen / Kneiting und zurück | Dechant |
| CBR   | Citybus Regenstauf: Rundlinie Regenstauf Zentrum/Bhf. Ri. Eckert u. Ri. Diesenbach | Dechant F. |

## Verkehrsunternehmen im RVV
- Regensburger Verkehrsbetriebe (das Stadtwerk. Mobilität)
- agilis Verkehrsgesellschaft mbH & Co. KG
- alex
- Beer Alfred
- Berr Reisen
- DB Regio AG
  - DB Regio AG Region Bayern
  - Regionalbus Ostbayern GmbH (DB Ostbayernbus)
- Dechant Anton GmbH
- Dechant Fritz
- Graßmann Georg
- Happacher KG
- Hierl Heinrich
- Hoffmann Heinrich
- Kellermeier Roman
- Omnibusverkehr Laschinger
- Meier Ludwig GmbH
- Meixner Touristik
- Petz Johann
- Busunternehmer Piendl GmbH
- Reisebüro – Omnibusbetrieb Reisinger
- Rodinger Verkehrsbetriebe GmbH
- Omnibus – Transporte Sammüller GmbH
- Reisebüro + Bustouristik Schmid Manfred
- Bustouristik – Reisebüro Schmid Robert
- Schmid Faszinatour
- Söllner Reisen GmbH
- Staill Reisen GmbH
- Omnibustrieb Wagner
- Oberpfalzbahn GmbH
- Watzinger Busservice GmbH & Co. KG
- Wittl Franz
- Würdinger Josef
- Wufka Walter
- Zimmerer KG

## Straßenbahnplanungen in Regensburg
Die Wiedereinführung einer Straßenbahn gekoppelt mit einer Regio-S-Bahn wird in den letzten Jahren viel diskutiert. Nachdem das 2-Linien-Konzept für eine neue Stadtbahn Regensburg veröffentlicht worden war, wurden die Bürger im Februar 2018 dazu befragt. Aktuell ist mit einer Realisierung bis 2030 zu rechnen. 2024 kam es zu einem Bürgerentscheid, der negativ ausfiel. Somit ist die Realisierung der Stadtbahn bis auf weiteres gescheitert.

## Vorstand und Aufsichtsrat
Vorsitzender des Aufsichtsrates des RVV ist in Jahren mit ungerader Jahreszahl der Regensburger Oberbürgermeister, in Jahren mit gerader der Landrat des Landkreises Regensburg.
Der RVV ist Mitglied im Verband Deutscher Verkehrsunternehmen (VDV).